# Egypt (Pennsylvanie)
Egypt est une census-designated place située dans le comté de Lehigh, dans l’État de Pennsylvanie, aux États-Unis. Lors du recensement de 2020, elle compte 2 588 habitants.